# パーリ語
パーリ語（パーリご、पाळि、Pāḷi、巴利語、タイ語: ภาษาบาลี）は、南伝上座部仏教の典籍（『パーリ語経典』）で主に使用される言語。バーリ語とも。なお日本における仏教関連の辞典や書物では pl などと略称される。
古代中西部インドにおけるアーリヤ系言語、プラークリット（俗語）を代表する言語である。使用歴は長く、パーリ語で書かれた偈の歴史は紀元前3世紀頃まで遡る。プラークリットの中でも最も古い言語の一つである。パーリ語で書かれた上座部仏教経典の散文やその注釈は、5-6世紀以後にまで及び、その後も今日までスリランカ（セイロン島）を中心として、パーリ語を使用した新しい文献がある。

## サンスクリットとの差異
文語・雅語であるサンスクリット（梵語）と比べると、俗語であるパーリ語は、例えば「息子」を意味する「putra (梵)」 が 「putta (巴)」 となるように子音の同化が目立ち、また「刹那」を意味する「kṣaṇa (梵)」 が 「khaṇa (巴)」のような変化も見られる。しかし、パーリ語は他のプラークリットと比べると総じて音韻的・構造的な崩れが少なく、プラークリットの中では最もサンスクリットに近い。名詞、動詞の組織は基本的にはサンスクリットと同じである。ただ名詞では格の融合、動詞では態の区別、過去時制の区別が明確ではない。さらに構文は、一般に定動詞表現が中心であり、語順が一定して動詞が文末に来る。語彙は時にサンスクリットより古い形を持つ。例えば「ここに」は 「iha (梵)」 より古形の 「idha (巴)」 となっている。

## 仏教との関係
現在、パーリ語は母語話者は存在しておらず、現代言語としては死語に分類される。現代でのパーリ語は上座部仏教の経典と儀式に用いられる文語（典礼言語）として形を留めるのみであり、元来どの地方の方言であったかは不明確である。実際、上座部仏教では自らの経典を仏の直接の教えとする観点から北東部のマガダ語と同一と見られてきた。しかし現在ではアショーカ王碑文との比較からインド中西部のウッジャイン周辺で用いられたピシャーチャ語の一種とする説が有力である。ただし、マガダ語とパーリ語は、言語的にそれほど相違しておらず、語彙をほぼ共有し、文法上の差異もさほどないなど、むしろかなり近似的な関係にあったと推定されている。
最古の仏教文献は、釈迦の故郷であるマガダ地方の東部方言からパーリ語へ翻訳されたと推定されている。このために、パーリ語はアショーカ王碑文のうち西部のギルナールの言語に最も近いが、その中にマガダ語的な要素が指摘されている。
大乗仏教でサンスクリット語が多用されたのに対し上座部仏教においてパーリ語が多用されたのは、仏教伝道において民衆に分かりやすい口語（すなわちプラークリット）を利用することでその効果を高めるためであったからと推測される。後に、観念的な議論を特徴とする大乗仏教が盛んになると専門性の低いとされたパーリ語よりもサンスクリットが用いられることになる。
パーリ語などのプラークリットはサンスクリットとインド近代語の中間の発展形態であり、またサンスクリットと同様クメール語など東南アジアの言語にも大きな影響を与えた。